# Dinge, die verschwinden
Dinge, die verschwinden ist eine Textsammlung von Jenny Erpenbeck, die 2009 im Galiani Verlag erschien, 2011 folgte die Taschenbuchausgabe im btb Verlag. 2014 erschien eine Übersetzung ins Arabische.

## Inhalt und Stil
Das Buch enthält 31 kurze autobiografische Texte, von denen die meisten zuvor in Erpenbecks gleichnamiger Kolumne in der Frankfurter Allgemeinen erschienen. Jeder Text beschäftigt sich mit etwas, das aus dem Leben der Autorin verschwunden oder im Verschwinden begriffen ist. Dies kann etwa ein abgerissenes Gebäude, ein verlorener Gegenstand, eine verblasste Erinnerung, eine beendete Beziehung oder eine verstorbene Person sein. Entsprechend dieser Thematik haben die Texte teils einen wehmütig-melancholischen, teils aber auch einen humorvollen Unterton.
Die Titel der einzelnen Texte sind:
- Palast der Republik
- Sperrmüll
- Erinnerungen
- Kindergarten
- Mietzel
- Krempel
- Käse und Socken
- Freies Geleit
- Freundin
- Öfen und Kohle
- Mitte von Nirgendwo
- Diebesgut
- Männer
- Rückbau
- Das einfache Leben
- Warschauer Ghetto
- Höflichkeit
- Häuser
- Mütter
- Tropfenfänger
- Wörter
- Geschenke
- Jahre
- Leerstellen
- Splitterbrötchen
- Kluge Kommentare
- Beßre Welt
- Friedhofsbesuche
- Dinge
- Jugend
- Der Autor

## Rezeption
Im Vergleich zu Erpenbecks davor und danach erschienenen Romanen wurde Dinge, die verschwinden von der Literaturkritik weniger beachtet, insgesamt aber positiv besprochen, etwa in der NZZ, dem Onlinemagazin Culturmag sowie verschiedenen Literaturblogs.

„„Dinge, die verschwinden“ ist ein ruhiges, ein stilles und unaufgeregtes Buch. Gerade deshalb geht es so unter die Haut. Jenny Erpenbeck gelingt es, mit diesen kurzen, geradezu meditativen Texten den Blick zu schärfen für das Bedrohte, das es bald nicht mehr geben wird. – Ein kleines, schönes und wichtiges Buch.“

In seiner „Lobrede auf Jenny Erpenbeck“ bezog sich Andreas Platthaus auf das Werk und bezeichnete die Autorin als „Meisterin der Prosapräzision“.